# دوره نخست مجلس شورای ملی
دوره نخست مجلس شورای ملی ایران از (۱۲ میزان ۱۲۸۵‏/۷ اکتبر ۱۹۰۶) تا به توپ بسته شدنش در (۲ سرطان ۱۲۸۷/‏۲۳ ژوئن ۱۹۰۸) دایر بود.

## انتخابات
طبق نظامنامهٔ انتخابات یکمین مجلس شورای ملی، انتخابات نه به صورت تقسیم‌بندی کشور به حوزه‌های انتخابی، بلکه بر اساس جایگاه‌های اجتماعی و به صورت طبقاتی انجام می‌شد. ۶ گروه دارای «حق انتخاب شدن» عبارت بودند از: ۱- شاهزادگان و درباریان، ۲- روحانیان و طلبه‌ها، ۳- اشراف و اعیان، ۴- تاجرانی که مکان مشخصی برای کسب داشته باشند، ۵- ملاکینی که زمین‌هایشان حداقل ۱۰۰۰ تومان ارزش داشته باشد، و ۶- استادکاران دارای مغازه (اصناف).
همچنین همهٔ مردم هم حق رأی دادن نداشتند. گروه‌های دارای «حق انتخاب کردن» عبارت بودند از: ۱- شاهزادگان و درباریان، ۲- روحانیان و طلبه‌ها، ۳- اعیان و اشراف، ۴- تاجران، ۵- مالکان و فلاحان و ۶- اصناف. زنان، کارگران، شاگردان اصناف و دهقان‌های روستایی حق انتخاب کردن نداشتند.
همچنین انتخابات یکمین مجلس شورای ملی به صورت حزبی نبود و در این زمان هنوز در عرصهٔ سیاست ایران حزبی شکل نگرفته بود.

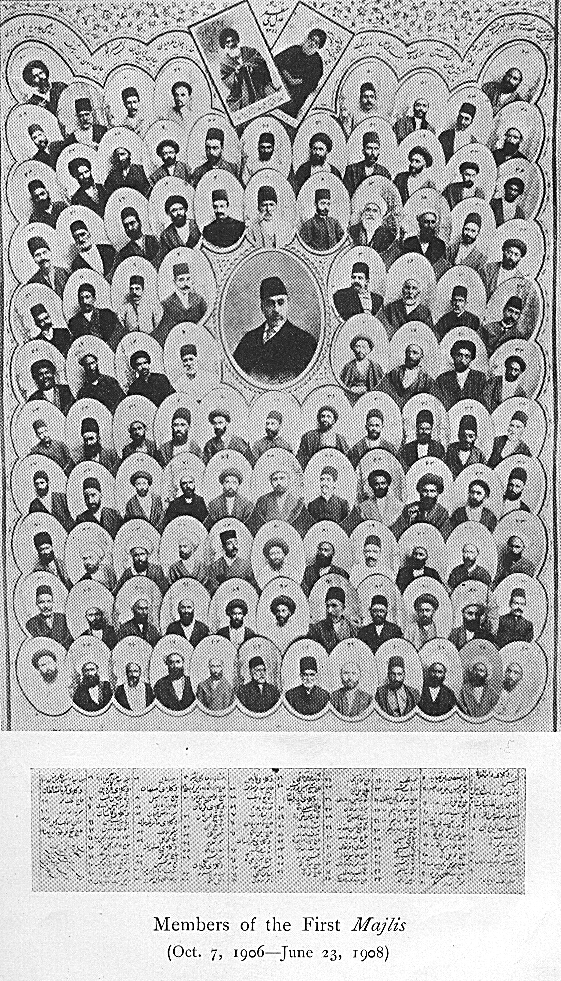

## ترکیب
۲۶ درصد نمایندگان آن را بزرگان اصناف، ۲۰ درصد را روحانیان و ۱۵ درصد را تجار تشکیل می‌دادند. جناح‌های سیاسی حاضر در مجلس نخست عبارت بودند از مستبدین، معتدلین و آزادیخواهان. مستبدین، کم‌تعداد بودند و در مذاکرات مجلس مشارکت چندانی نداشتند. نمایندگان این جناح اغلب شاهزاده، زمین‌دار یا اعیان بودند. آزادیخواهان نماینده طیف روشنفکر بودند و به رهبری سید حسن تقی‌زاده و یحیی میرزا اسکندری، از اصلاحات گستردهٔ اجتماعی، سیاسی و اقتصادی حمایت می‌کردند. آنها در مجلس اقلیت بودند، اما شخصیت‌های تأثیرگذاری در آن عضویت داشتند که بسیاری از آنان اعضای کمیته انقلابی، مجمع آدمیت و گنج فنون بودند. اکثریت مجلس با معتدلین با رهبری محمدعلی شالفروش و امین‌الضرب بودند که از سوی سید محمد طباطبایی و سید عبدالله بهبهانی پشتیبانی می‌شدند.

## کارنامه مجلس نخست
مصوبات مجلس قانون‌گذاری در مدت زمان کوتاه فعالیت خود از قرار زیر است.
1. نظام‌نامه داخلی دارالشورای ایران در ۹۰ ماده (۲۵ مهرماه ۱۲۸۵)
2. نظام‌نامه اساسی مشتمل بر ۵۱ ماده (۲۸ آذرماه ۱۲۸۵)
3. متمم قانون اساسی در ۱۰۷ ماده (۱۴ مهرماه ۱۲۸۶)
4. قانون انجمن‌های ایالتی و ولایتی در ۱۲۲ ماده (خردادماه ۱۲۸۶)
5. قانون بلدیه در ۱۰۸ ماده (۱۱ خردادماه ۱۲۸۶)
6. قانون مطبوعات در ۵۲ ماده (۱۸ بهمن‌ماه ۱۲۸۶)
7. قانون تشکیل ایالات و ولایات و دستورالعمل حکام که به قوانین وزارت داخله معروف است. شامل ۴۳۲ ماده و ۲۶ ماده ضمیمه (۱۷ آذرماه ۱۲۸۶)
8. قانون وظایف یا مستمریات شامل ۱۰ ماده (۱ اردیبهشت‌ماه ۱۲۸۷)
9. قانون ممیزی علمی و اجرای آن (۱۲۸۶ه‍.خ)
10. قانون انجمن‌های تجارتی (۱۲۸۷ه‍.خ)
11. قانون رشوه و مجازات آن
12. قانون تعیین مقرری دربار سلطنتی
13. قانون عدلیه که ناتمام ماند
14. ترتیب بودجه و تعیین مخارج ادارات

## اقدامات مهم نظارتی مجلس نخست[۵]
- بازپرسی و داوری از غلامرضاخان اینانلو دربارهٔ ماجرای دختران قوچان
- برکناری مسعود میرزا ظل‌السلطان از حکمرانی اصفهان
- تأسیس کمیسیون اصلاح بودجه دولت جهت برطرف شدن کسری بودجه دولت
- واریز «تفاوت عمل» (اختلاف بین مالیات وصول شده و مالیات قانونی) به خزانه دولت به جای درآمد حکمران
- برانداختن «تیول» و واریز همه مالیاتها به حساب دولت
- برانداختن تسعیر